# Macalelon, Quezon
Macalelon là một đô thị cấp một ở tỉnh Quezon, Philippines. Theo điều tra dân số năm 2000, đô thị này có dân số 25,986..

### Các đơn vị hành chính
Macalelon, về mặt hành chính, được chia thành 30 khu phố (barangay).
| - Amontay - Anos - Buyao - Candangal - Calantas - Lahing - Luctob/Townsite - Mabini Ibaba - Mabini Ilaya - Malabahay - Mambog - Olongtao Ibaba - Olongtao Ilaya - Padre Herrera - Pajarillo | - Pinagbayanan - Rodriquez (Pob.) - Rizal (Pob.) - Castillo (Pob.) - Pag-Asa (Pob.) - Masipag (Pob.) - Damayan (Pob.) - San Isidro - San Jose - San Nicolas - San Vicente - Taguin - Tubigan Ibaba - Tubigan Ilaya - Vista Hermosa |